# Ambon (Morbihan)
Pour les articles homonymes, voir Ambon.
Ambon [ɑ̃bɔ̃] est une commune française située dans le département du Morbihan, en région Bretagne. Elle fait également partie des douze communes de l'intercommunalité Arc Sud Bretagne et de l'arrondissement de Vannes.
Ambon fait partie du Parc naturel régional du golfe du Morbihan.

## Géographie

### Hydrographie et littoral

#### Réseau hydrographique
Pour un article plus général, voir Réseau hydrographique du Morbihan.
La commune est située dans le bassin Loire-Bretagne. Elle est drainée par le Saint-Éloi, le Pénerf, le Loc, le Pont de Coléno, le Sillac, le Trémeret, l'étier d'Ambon et l'étier de Lic,,.
Le Saint-Éloi, d'une longueur de 37 km km, prend sa source dans la commune de La Vraie-Croix et se jette  dans l'Océan Atlantique sur la commune et de Billiers, après avoir traversé six communes. 
Le Pénerf , d'une longueur de 25 km km, prend sa source dans la commune de Berric et se jette  dans l'Océan Atlantique en limite de Le Tour-du-Parc et de Damgan, après avoir traversé cinq communes. 

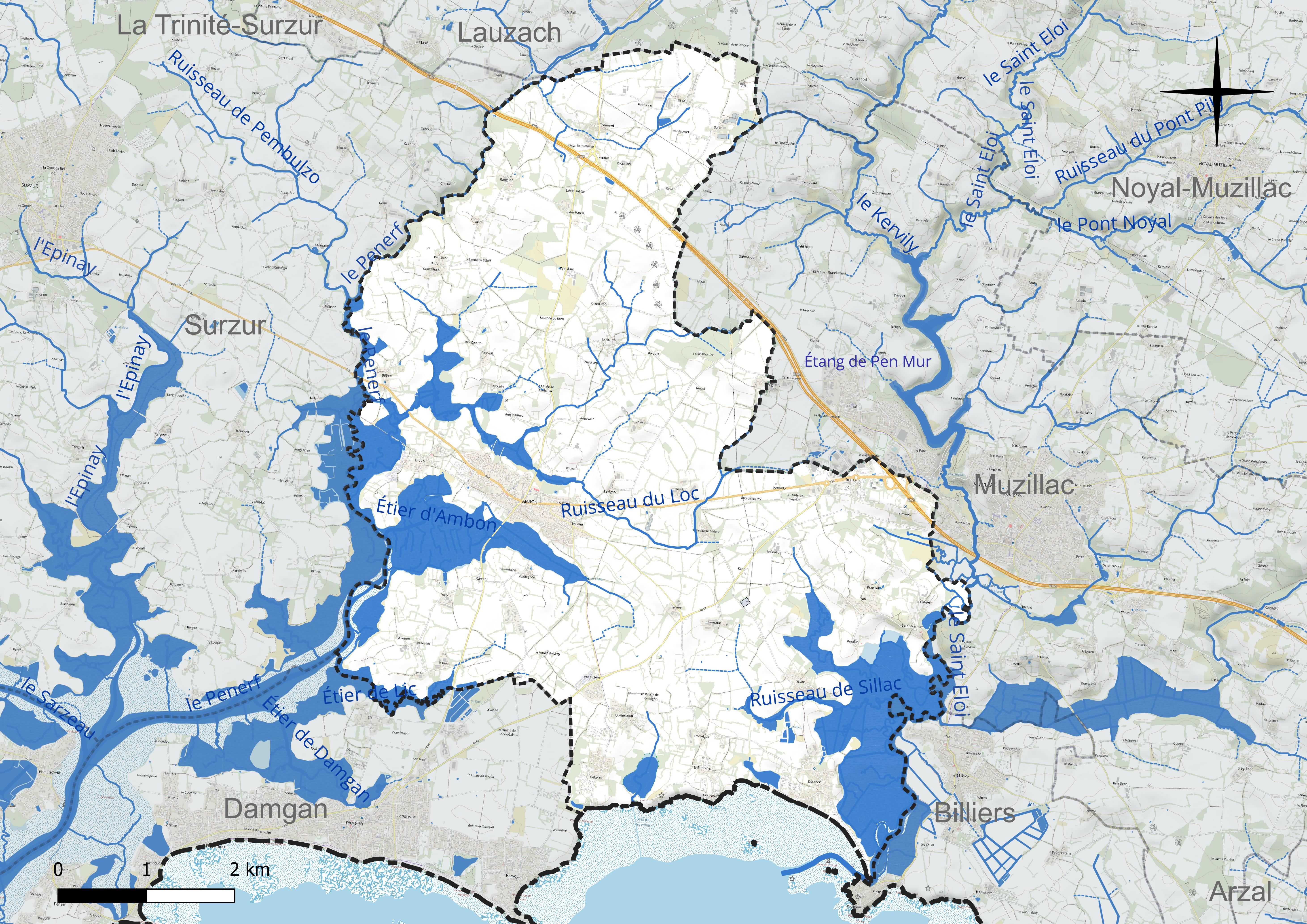
Réseau hydrographique d'Ambon.

#### Littoral
La commune est une station balnéaire comportant quatre kilomètres de plages.

### Climat
Pour des articles plus généraux, voir Climat de la Bretagne et Climat du Morbihan.
En 2010, le climat de la commune est de type climat océanique franc, selon une étude du CNRS s'appuyant sur une série de données couvrant la période 1971-2000. En 2020, Météo-France publie une typologie des climats de la France métropolitaine dans laquelle la commune est exposée à un climat océanique et est dans la région climatique Bretagne orientale et méridionale, Pays nantais, Vendée, caractérisée par une faible pluviométrie en été et une bonne insolation. Parallèlement l'observatoire de l'environnement en Bretagne publie en 2020 un zonage climatique de la région Bretagne, s'appuyant sur des données de Météo-France de 2009. La commune est, selon ce zonage, dans la zone « Littoral doux », exposée à un climat venté avec des étés cléments.
Pour la période 1971-2000, la température annuelle moyenne est de 12,1 °C, avec une amplitude thermique annuelle de 12 °C. Le cumul annuel moyen de précipitations est de 778 mm, avec 12,4 jours de précipitations en janvier et 6,2 jours en juillet. Pour la période 1991-2020, la température moyenne annuelle observée sur la station météorologique la plus proche, située sur la commune de Billiers à 6 km à vol d'oiseau, est de 12,4 °C et le cumul annuel moyen de précipitations est de 839,9 mm,. Pour l'avenir, les paramètres climatiques de la commune estimés pour 2050 selon différents scénarios d'émission de gaz à effet de serre sont consultables sur un site dédié publié par Météo-France en novembre 2022.

## Urbanisme

### Typologie
Au 1er janvier 2024, Ambon est catégorisée bourg rural, selon la nouvelle grille communale de densité à sept niveaux définie par l'Insee en 2022.
Elle est située hors unité urbaine. Par ailleurs la commune fait partie de l'aire d'attraction de Vannes, dont elle est une commune de la couronne,. Cette aire, qui regroupe 47 communes, est catégorisée dans les aires de 50 000 à moins de 200 000 habitants,.
La commune, bordée par l'océan Atlantique, est également une commune littorale au sens de la loi du 3 janvier 1986, dite loi littoral. Des dispositions spécifiques d’urbanisme s’y appliquent dès lors afin de préserver les espaces naturels, les sites, les paysages et l’équilibre écologique du littoral, tel le principe d'inconstructibilité, en dehors des espaces urbanisés, sur la bande littorale des 100 mètres, ou plus si le plan local d’urbanisme le prévoit.

### Occupation des sols
L'occupation des sols de la commune, telle qu'elle ressort de la base de données européenne d’occupation biophysique des sols Corine Land Cover (CLC), est marquée par l'importance des territoires agricoles (89,5 % en 2018), en diminution par rapport à 1990 (95 %). La répartition détaillée en 2018 est la suivante :
terres arables (38,7 %), zones agricoles hétérogènes (32,3 %), prairies (18,4 %), zones humides intérieures (5,1 %), zones urbanisées (2,1 %), espaces verts artificialisés, non agricoles (1,2 %), forêts (1 %), zones humides côtières (0,7 %), zones industrielles ou commerciales et réseaux de communication (0,4 %). L'évolution de l’occupation des sols de la commune et de ses infrastructures peut être observée sur les différentes représentations cartographiques du territoire : la carte de Cassini (XVIIIe siècle), la carte d'état-major (1820-1866) et les cartes ou photos aériennes de l'IGN pour la période actuelle (1950 à aujourd'hui).

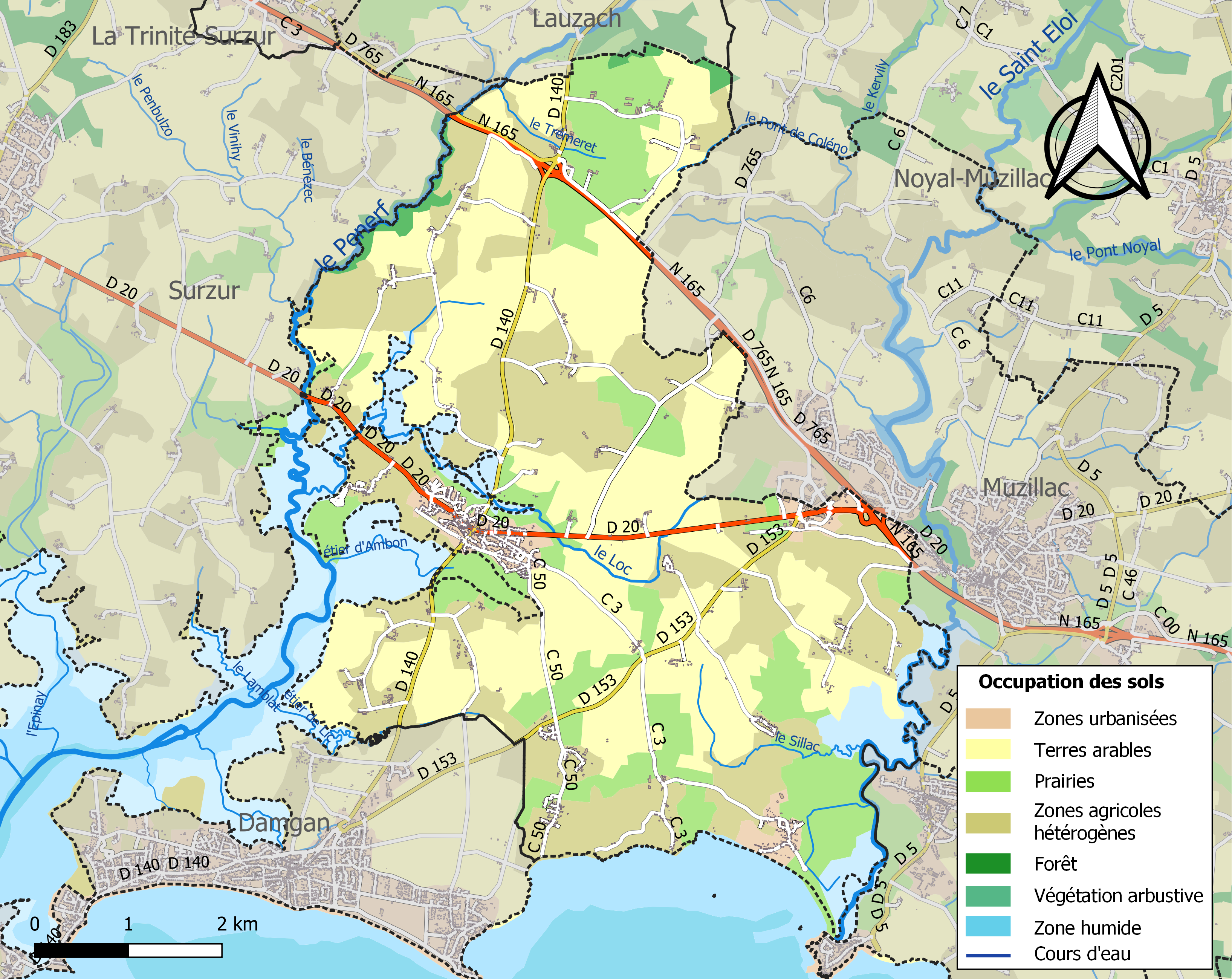
Carte des infrastructures et de l'occupation des sols de la commune en 2018 (CLC).

## Toponymie
Attestée sous la forme Ambon Insula en 861, Ambon en 1330.
Ambon proviendrait du terme gaulois Ambo signifiant « gué », qui se retrouve dans plusieurs régions françaises.
Le nom de la commune en breton est Ambon, prononcé [ɑ͂ˈbwɔn][réf. nécessaire].

## Histoire
La plus ancienne évocation de l’église date de 458 dans le cartulaire de Quimperlé et de la paroisse du IXe siècle dans le cartulaire de Redon.
Au Moyen Âge, Ambon est une paroisse très étendue qui connaît son apogée aux XVIe et XVIIe siècles, en particulier avec son port de Pénerf qui est considéré comme le 4e port de Bretagne au milieu du XVIe siècle.
Avec la Révolution, un redécoupage administratif est opéré et l'ancienne paroisse d'Ambon perd une grande partie de son territoire dont Damgan avec Pénerf qui devient commune et Pénesclus qui passe à Muzillac.
Le bourg est brièvement pris par les chouans le 23 novembre 1793.

## Politique et administration
| Période                                  | Période                       | Identité             | Étiquette | Qualité |
| ---------------------------------------- | ----------------------------- | -------------------- | --------- | --- |
| Les données manquantes sont à compléter. |                               |                      |           | |
| v. 1885                                  |                               | Jean-Marie Le Pallec |           | |
| Les données manquantes sont à compléter. |                               |                      |           | |
| mai 1925                                 | mai 1953                      | Mathurin Savary      | Rép.ind.  | |
| mai 1953                                 | décembre 1953 (décès)         | Jean-Marie Le Tendre |           | |
| janvier 1954                             | mars 1959                     | Louis Le Pallec      |           | |
| mars 1959                                | 27 mars 1977                  | Louis Burban         |           | Maire honoraire (1977) |
| 27 mars 1977                             | 25 juin 1995                  | Alexis Hardy         |           | Retraité, maire honoraire |
| 25 juin 1995                             | 23 mars 2001                  | Michel Le Pajolec    |           | Ancien responsable d'une agence de travaux publics |
| 23 mars 2001                             | 25 mai 2020                   | Bernard Audran       | PCF app.  | Instituteur et directeur d'école retraité Vice-président de la CC du Pays de Muzillac (? → 2010) Vice-président de la CC Arc Sud Bretagne (2011 → 2020) |
| 25 mai 2020                              | En cours (au 19 janvier 2021) | Noël Paul,           | DVG       | Fonctionnaire territorial, ancien adjoint 7e vice-président de la CC Arc Sud Bretagne (2020 → )                                                         |

## Démographie
L'évolution du nombre d'habitants est connue à travers les recensements de la population effectués dans la commune depuis 1793. Pour les communes de moins de 10 000 habitants, une enquête de recensement portant sur toute la population est réalisée tous les cinq ans, les populations de référence des années intermédiaires étant quant à elles estimées par interpolation ou extrapolation. Pour la commune, le premier recensement exhaustif entrant dans le cadre du nouveau dispositif a été réalisé en 2005.

En 2022, la commune comptait 2 091 habitants, en évolution de +14,76 % par rapport à 2016 (Morbihan : +3,82 %, France hors Mayotte : +2,11 %).
| 1793  | 1800  | 1806  | 1821  | 1831  | 1836  | 1841  | 1846  | 1851  |
| ----- | ----- | ----- | ----- | ----- | ----- | ----- | ----- | ----- |
| 3 991 | 4 091 | 2 881 | 3 401 | 2 175 | 2 031 | 1 957 | 1 827 | 1 814 |

| 1856  | 1861  | 1866  | 1872  | 1876  | 1881  | 1886  | 1891  | 1896  |
| ----- | ----- | ----- | ----- | ----- | ----- | ----- | ----- | ----- |
| 1 815 | 1 739 | 1 773 | 1 707 | 1 667 | 1 709 | 1 662 | 1 618 | 1 599 |

| 1901  | 1906  | 1911  | 1921  | 1926  | 1931  | 1936  | 1946  | 1954  |
| ----- | ----- | ----- | ----- | ----- | ----- | ----- | ----- | ----- |
| 1 610 | 1 651 | 1 551 | 1 296 | 1 241 | 1 228 | 1 154 | 1 097 | 1 004 |

| 1962  | 1968  | 1975 | 1982 | 1990  | 1999  | 2005  | 2006  | 2010  |
| ----- | ----- | ---- | ---- | ----- | ----- | ----- | ----- | ----- |
| 1 010 | 1 008 | 904  | 881  | 1 006 | 1 255 | 1 480 | 1 516 | 1 732 |

| 2015  | 2020  | 2022  | - | - | - | - | - | - |
| ----- | ----- | ----- | - | - | - | - | - | - |
| 1 824 | 2 042 | 2 091 | - | - | - | - | - | - |

## Culture et patrimoine

### Lieux et monuments

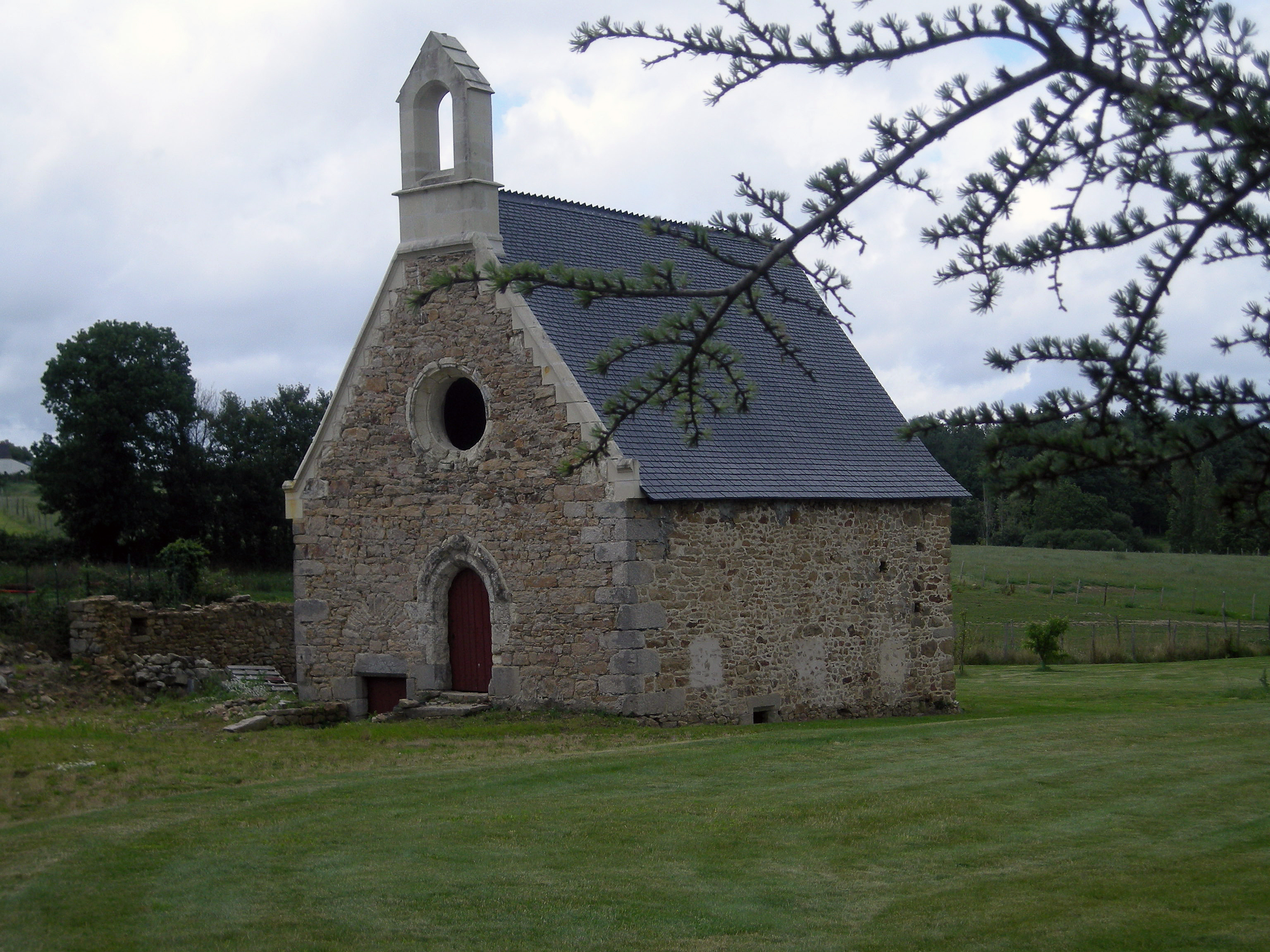
Chapelle de Bavalan.

- L'église Saint-Cyr-et-Sainte-Julitte, a été classée monument historique par arrêté du 13 août 1990[32]. Des fouilles archéologiques ont mis au jour des éléments des IIIe et IVe siècles et les soubassements de l'église romane du XIIe siècle. L'église honore saint Cyr et sa mère sainte Julitte.
- Chapelle de Mille-Secours de Brouël dont la façade occidentale, de style gothique, a été inscrite aux monuments historiques en 1925.
- Chapelle de Bavalan (propriété privée), inscrite aux monuments historiques en 2009.
- Chapelle Saint-Julitte, bâtie en 1846 à l'emplacement d'une chapelle antérieure.
- Fontaine Sainte-Julitte, inscrite aux monuments historiques en 1934.
- Moulin à vent de Billion (propriété privée), inscrit aux monuments historiques en 1979.
- Manoir de Bavalan - Privé
- Chapelle de Saint Mamers.
- Chapelle Saint-Tugdual.

### Héraldique
|  | Les armoiries d'Ambon se blasonnent ainsi : D'azur à l'ancre d'or, accompagnée en chef des trois joncs du même, fascé d'argent. |

## Personnalités liées à la commune
- Jean de Bazvalan, décédé vers 1400 à Ambon, seigneur d'Ambon et de Muzillac.
- Fabien Jarsalé, international espoir français, footballeur au sein du club du Vannes OC, est originaire d'Ambon.